# Bienaymé
Bienaymé je priimek več oseb:    
- Irénée-Jules Bienaymé, francoski statistik
- Pierre-François Bienaymé, francoski rimskokatoliški škof